# مركزيت همفراتس
مِرْكَزِيتْ هَمِفْرَاتْسْ (بالعبرية: מרכזית המפרץ) تُترجم إلى مركزية الخليج أو محطة الخليج المركزية. هي محطة المواصلات العامة الأكبر في إسرائيل. حيث تخدم مدينة حيفا وضواحيها. تقع المحطة في منطقة تجارية بجانب شارع 75 ومفترق كيشون في تشيك بوست شرقي حيفا. تضم المحطة مجموعة واسعة من وسائل النقل العام من حافلات داخل المدينة، وحافلات بين المدن، ونظام نقل داخلي سريع بالحافلات، وقطار، وتلفريك.
في المستقبل ستخدم المحطة أيضًا مشروع القطار الخفيف حيفا–الناصرة. افتتحت محطة مركزيت همفراتس الجديدة في 1 يوليو 2018 كما أُجريت أعمال بناء إضافية في عام 2019.

## تاريخ

### محطة القطار
تأسست المحطة في عام 2001 بإشراف شركة قطارات إسرائيل وبتمويلٍ كاملٍ من رواد الأعمال من القطاع الخاص. أُطلق عليها اسم «ليڤ همفراتس» بمعنى قلب الخليج على اسم المجمع التجاري المجاور لها (الذي يُعرف اليوم باسم «سينمول»). طُلب من أصحاب الشركات المُمَوِّلة والمهندسين تصميم ممر يربط المحطة بالمجمع، فأصبحت المحطة الأولى بذلك، ثم تبعتها محطة حوتسوت همفراتس المجاورة لتكون هي الأخرى محطة قطار موصولةً بمجمع تجاري. بدأت المحطة العمل في 8 سبتمبر 2001.
في المحطة رصيفين جانبيين يربطهما جسر موصول بصالة ركاب صغيرة تقع داخل المجمع التجاري. كان الدخول إلى المحطة أو الخروج منها مرتبط بالمرور عبر المجمع التجاري فقط، لهذا في أواخر 2016 افتتح مخرج آخر في الطرف الجنوبي من الرصيف 1 يصل إلى محطة الحافلات مُباشرةً.
في عام 2002 عندما اُفتتحت محطة الحافلات بالجوار؛ التي تنطلق منها خطوط إلى الشمال، زاد عدد المسافرين بالقطار.

### محطة الحافلات

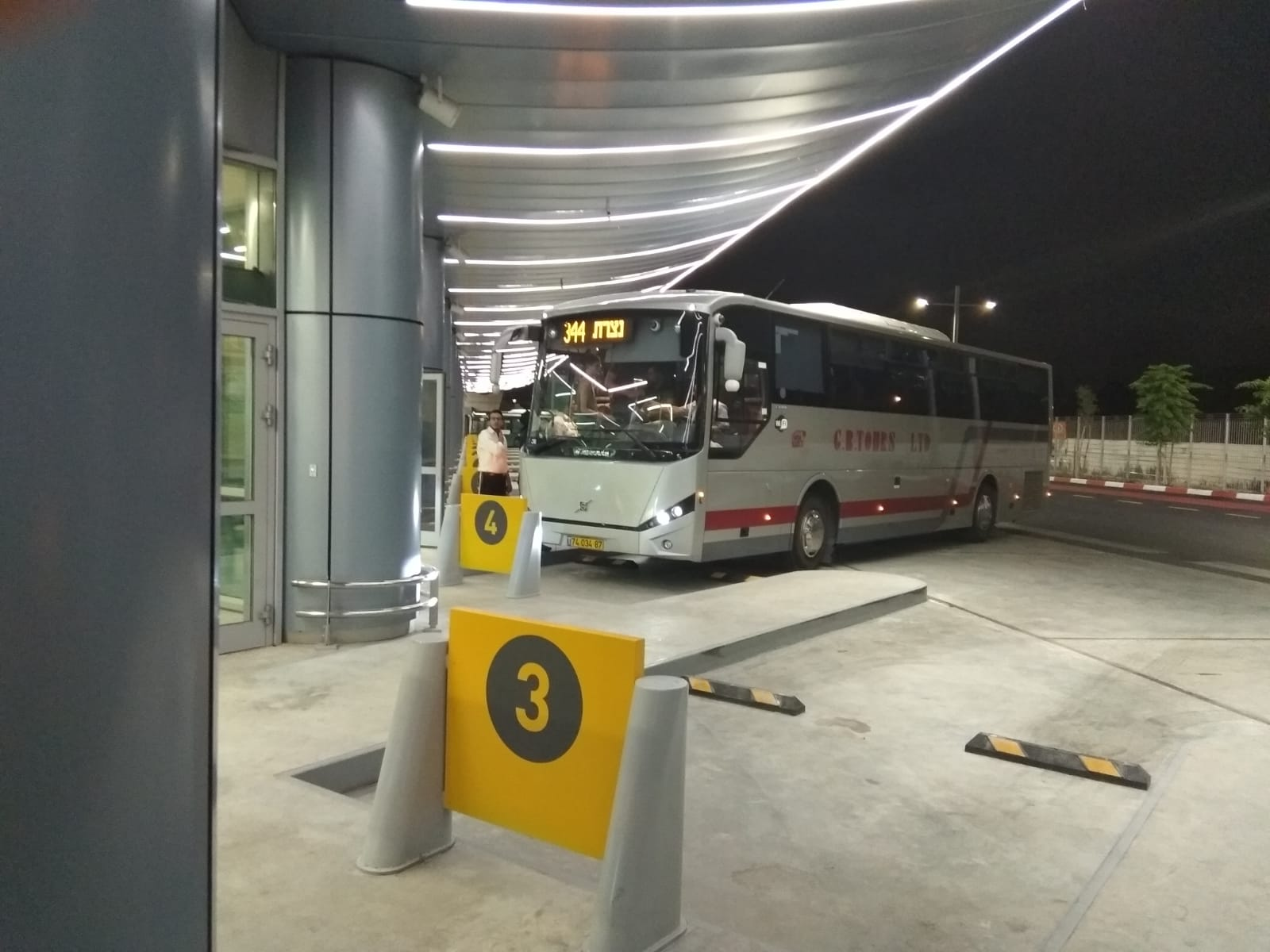
أرصفة الحافلات بين المدن، يوليو 2018

اُفتتحت محطة الحافلات في 1 يناير 2002 في مبنى مفتوح يضم حوالي 20 رصيفًا وذلك كجزء من التحسينات في نظام الحافلات في حيفا والتي تضمنت أيضًا افتتاح محطة حوف هكرمل المركزية بعد عام ونصف. أدت هذه التحسينات إلى توفير وقت السفر وتقليل عدد الحافلات الداخلة إلى المدينة. قبل افتتاح مركزيت همفراتس كانت محطة حيفا المركزية القديمة الواقعة في حي بات غاليم بمثابة محطة نهائية لجميع الخطوط التي تربط المدينة بالتجمعات السكانية في شمال إسرائيل، باستثناء بعض الرحلات التي كانت تبدأ وتنتهي في محطة هدار الكرمل المركزية والتي كانت تخدم المسافرين خلال أوقات الذروة وأيام السبت.
في إطار هذه التحسينات أُلغي دخول جميع هذه الخطوط إلى حيفا واقتصر دخولها إلى مركزيت همفراتس فقط. الأمر الذي مهد لإقامة خطوط داخل المدينة تربط مركزيت همفراتس مع مختلف أحياء المدينة. كما اُستخدمت لأول مرة طريقة «الترانزيت» من خلال تذاكر سفر تسمح للمسافرين الانتقال بين عدة خطوط داخل حيفا بتكلفة رحلة واحدة مما أدى إلى انخفاض تكاليف السفر.
في أواخر 2012 بدأت شركة يفيه نوف ببناء محطة نهائية «تيرمينال» جديدة بمساحة 12,000 متر مربع، اكتمل بناؤها في يوليو 2018، وبلغت تكلفة إنشائها حوالي 300 مليون شيكل جديد. تنقسم المحطة إلى قسمين شمالي وجنوبي؛ يتكون القسم الشمالي من طابقين؛ إذ يحتوي الطابق الأول على أرصفة الحافلات بين المدن والمترونيت أما الطابق الثاني فيضم محطة القطار على خط المرج. أما القسم الجنوبي فيخدم حافلات داخل المدينة.

### المحطة الجديدة

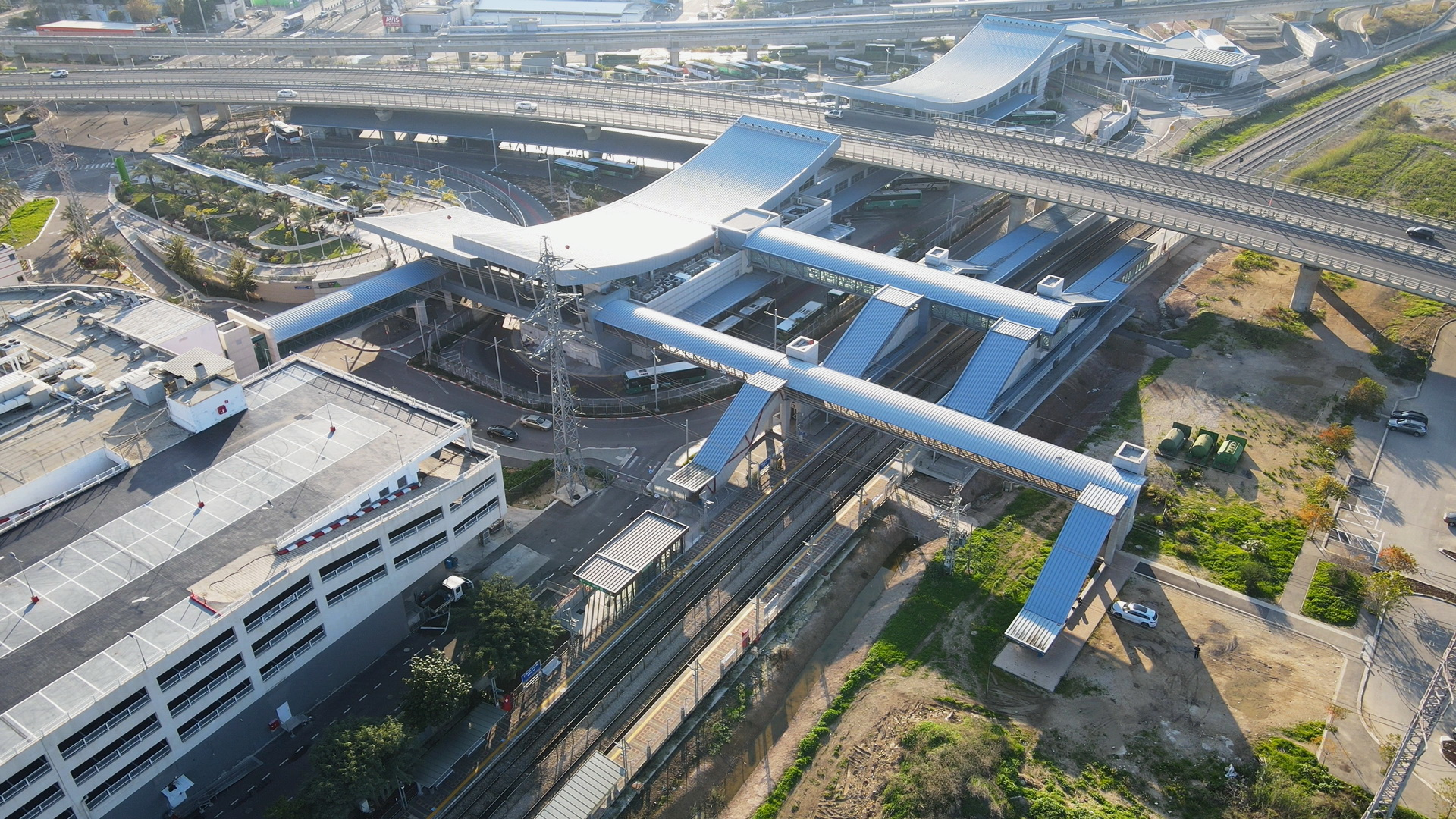
مركزيت همفراتس من جهة محطة القطار، ديسمبر 2020

خرج مشروع محطة مركزيت همفراتس الجديدة إلى النور في يوليو 2015 وافتتحت المحطة في يونيو 2018 وبدأت باستقبال الجمهور في 1 يوليو 2018. في المرحلة الأولى من عملية بناء المحطة الجديدة نُقلت محطة الحافلات الموجودة آنذاك حوالي 300 متر إلى الشرق باتجاه شارع 4 حيث ابتعدت عن السكة الحديدية. وفي المرحلة الثانية شُيِّد مبنى من طابقين وجسرين أسفل شارع 75 غرب. حيث يتجه الجسر الأول غربًا ليصل إلى موقف السيارات، والجسر الثاني يتجه جنوبًا ليصل إلى محطة القطار الواقعة جنوب شرق المحطة المركزية.
بعد عدة أشهر من الافتتاح افتتح جسر للمشاة يربط الطابق الثاني من المحطة بالمجمع التجاري.
في 19 ديسمبر 2019 افتتح جسر يصل إلى رصيفي القطار على خط الساحل مُباشرةً دون المرور عبر المجمع التجاري.

## خطط مستقبلية

### محطة القطار
في عام 2018 عملت شركة قطارات إسرائيل على توسيع الرصيفين 1 و2 على الخط الساحلي. كما هناك مخطط لبناء رصيف آخر على الخط الساحلي. وفي المستقبل البعيد هناك خطة لمضاعفة السكة الحديدية على الخط الساحلي من خلال بناء سكتي حديد سريعتين.

### القطار الخفيف حيفا–الناصرة
مشروع «نوفيت» هو عبارة عن قطار خفيف يربط الناصرة بحيفا؛ وبالتالي توفير إمكانية الوصول من منطقة الناصرة إلى خليج حيفا عبر السكك الحديدية؛ وإمكانية استخدام مختلف وسائل النقل الموجودة في مركزيت همفراتس إلى أنحاء إسرائيل.

## الخطوط

### حافلات داخل المدينة وضواحيها
| الشركة المشغّلة | رقم الباص | المسار | رقم الرصيف | ملاحظات إضافية           |
| -------------- | --------- | --- | ---------- | ------------------------ |
| إيجد           | 7         | مركزيت همفراتس – تشيك بوست – نيشر، بار يهودا – تل حنان | 23         | ♿ رحلات قليلة في اليوم  |
| إيجد           | 16        | مركزيت همفراتس – غراند كانيون – نفيه شأنان – هدار – كريات هممشلاه – المدينة التحتى – بات غاليم | 20         | ♿                       |
| إيجد           | 27        | مركزيت همفراتس – تشيك بوست – نيشر، بار يهودا – المركز الرياضي – مبدل الطرق ياغور – كريات آتا، زفولون – وسط كريات آتا – غفعات هركفوت – غفعات رام – غفعات تل                                               | 23         | ♿                       |
| إيجد           | 40        | مركزيت همفراتس – نفيه باز – الحليصة – هدار – كريات أليعازر – بات غاليم | 13         | ♿                       |
| إيجد           | 70        | مركزيت همفراتس – تشيك بوست – نيشر، بار يهودا – تل حنان – المدرسة الثانوية الشاملة – تل حنان – بار يهودا – حيفا، تشيك بوست – مركزيت همفراتس                                                               | 24         | ♿🔄                     |
| إيجد           | 71        | مركزيت همفراتس – تيشك بوست – نيشر، المركز التجاري – بن دور – غفعات عموس – رموت يتسحاك | 24         | ♿                       |
| إيجد           | 72/72א    | مركزيت همفراتس – نيشر – مبدل الطرق ياغور – رخاسيم – كفار حسيديم | 23         | ♿                       |
| إيجد           | 74        | مركزيت همفراتس – تيشك بوست – نيشر، بار يهودا – المركز الرياضي – مبدل الطرق ياغور – إبطن – مقبرة تل ريغيف – الخوالد – راس علي                                                                             | 23         | ♿                       |
| إيجد           | 78        | مركزيت همفراتس – تيشك بوست – نيشر، بار يهودا – تل حنان – المدرسة الثانوية الشاملة – رموت يتسحاك | 24         | ♿                       |
| إيجد           | 79        | مركزيت همفراتس – تيشك بوست – نيشر، المركز التجاري – بن دور – غفعات عموس – رموت يتسحاك – تل حنان – غفعات نيشر                                                                                             | 24         | ♿ في المساء فقط         |
| إيجد           | 100       | مركزيت همفراتس – مطار حيفا | 24         | مباشر                    |
| إيجد           | 115       | مركزيت همفراتس – جسر باز – سوق تلبيوت – هدار – جادة هتسيونوت – الحدائق البهائية – الكرمل الفرنسي – رمات هَنَسِي – نفيه دفيد – المقبرة – مركز المؤتمرات – مركزيت حوف هكرمل                                   | 22         | ♿                       |
| إيجد           | 123       | مركزيت همفراتس – جسر باز – الحليصة – منحدرات نفيه شأنان – نفيه شأنان – حي زيف – ميدان حوريف – مركز المؤتمرات – مركزيت حوف هكرمل                                                                          | 21         | ♿                       |
| إيجد           | 131       | مركزيت همفراتس – جسر باز – سوق تلبيوت – هدار – مستشفى بني صهيون – مستشفى أليشع – مركز الكرمل – جادة موريا – مستشفى الكرمل                                                                                | 18         | ♿⬅️ في ساعات الصباح فقط |
| إيجد           | 132       | مركزيت همفراتس – جسر باز – هدار – مستشفى بني صهيون – مستشفى أليشع – مركز الكرمل – جادة موريا – مستشفى الكرمل – ميدان حوريف – مركز المؤتمرات – مركزيت حوف هكرمل                                           | 18         | ♿                       |
| إيجد           | 133       | مركزيت همفراتس – جسر باز – هدار – مستشفى بني صهيون – مستشفى أليشع – مركز الكرمل – جادة موريا – ميدان حوريف – مركز المؤتمرات – مركزيت حوف هكرمل                                                           | 18         | ♿                       |
| إيجد           | 136       | مفترق كريات آتا – حوتسوت همفراتس – مركزيت همفراتس – غراند كانيون – روميما الجديدة – مركز حوريف – جادة موريا – مركز الكرمل – الحدائق البهائية – جادة هتسيونوت – المستعمرة الألمانية – محطة قطار بات غاليم | 19         | ♿                       |
| إيجد           | 142       | مركزيت همفراتس – طريق دوري – التخنيون | 13         | ♿ خلال ساعات الذروة فقط |
| إيجد           | 146       | مركزيت همفراتس – نيشر – دِنيا – الجامعة | 23         | ♿                       |

الرموز:
- ♿ - حافلة داخل المدينة ملائمة لاستخدام ذوي الاحتياجات الخاصة
- 🔄 - خط دائري
- ⬅️ - خط باتجاه واحد فقط

### حافلات بين المدن
| الخط | الشركة                 | المسار | الرصيف | ملاحظات إضافية                        |
| ---- | ---------------------- | --- | ------ | ------------------------------------- |
| 55   | سوبربوس                | مركزيت همفراتس – حي زيف – جامعة حيفا – عسفيا – دالية الكرمل                                                               | 12     | ♿                                    |
| 75   | سوبربوس                | مركزيت همفراتس – كريات طفعون – بسمة طبعون                                                                                 | 11     |                                       |
| 165  | نتيف إكسبرس            | مركزيت همفراتس – مجمع إيكيا – كريات آتا – مبدل غلعام – شفاعمرو                                                            | 7      |                                       |
| 166  | نتيف إكسبرس            | مركزيت همفراتس – مجمع إيكيا – كريات آتا – مبدل غلعام – إعبلين                                                             | 7      |                                       |
| 167  | نتيف إكسبرس            | مركزيت همفراتس – كريات بياليك – مبدل غلعام – شفاعمرو                                                                      | 7      | سريع                                  |
| 168  | نتيف إكسبرس            | مركزيت همفراتس – مجمع إيكيا – كريات آتا – مبدل غلعام – تقاطع إعبلين – طمرة                                                | 7      |                                       |
| 169  | نتيف إكسبرس            | مركزيت همفراتس – مجمع إيكيا – كريات آتا – مبدل غلعام – تقاطع إعبلين – تقاطع يافور – تقاطع مسغاف – سخنين – عرابة – دير حنا | 6      |                                       |
| 170  | نتيف إكسبرس            | مركزيت همفراتس – كريات بياليك – مبدل غلعام – تقاطع إعبلين – طمرة                                                          | 7      | سريع                                  |
| 171  | نتيف إكسبرس            | حيفا – كريات بياليك – أفيك – مبدل غلعام – شفاعمرو – بئر المكسور                                                           | 6      | خلال ساعات الذروة فقط                 |
| 180  | سوبربوس                | مركزيت همفراتس – مبدل ياجور – يوكنعام عيليت                                                                               | 11     |                                       |
| 181  | سوبربوس                | مركزيت همفراتس – نيشر – ياجور – يوكنعام عيليت – يوكنعام موشفاه                                                            | 11     |                                       |
| 188  | سوبربوس                | مركزيت همفراتس – مبدل ياجور – يوكنعام عيليت                                                                               | 11     | سريع                                  |
| 248  | سوبربوس                | مركزيت همفراتس – مبدل ياجور – تقاطع مجيدو – أم الفحم - عرعرة                                                              | 10     |                                       |
| 251  | نتيف إكسبرس            | مركزيت همفراتس – كريات بياليك – عكا                                                                                       | 8      |                                       |
| 252  | نتيف إكسبرس            | مركزيت همفراتس – كريات بياليك – عكا - أكاديمية الجليل الغربي                                                              | 8      |                                       |
| 255  | نتيف إكسبرس            | مركزيت همفراتس – مجمع إيكيا – كريات آتا – تقاطع إعبلين – كابول                                                            | 8      |                                       |
| 261  | إيجد                   | مركزيت همفراتس – كريات بياليك – عكا – الطريق السريع 85 – مجد الكروم – كرمئيل                                              | 1      | يعمل يوم السبت فقط                    |
| 262  | إيجد                   | مركزيت همفراتس – كريات بياليك – تقاطع شرق عكا – الطريق السريع 85 – كرمئيل                                                 | 1      |                                       |
| 265  | نتيف إكسبرس            | مركزيت همفراتس – كريات بياليك – مبدل غلعام – طريق 784 – تقاطع مسغاف – كرمئيل                                              | 8      | سريع                                  |
| 271  | نتيف إكسبرس            | مركزيت همفراتس – كريات بياليك – عكا – لوحامي هغيتاؤوت – رغبا – نهاريا                                                     | 9      |                                       |
| 272  | نتيف إكسبرس            | مركزيت همفراتس – كريات بياليك – عكا – نهاريا                                                                              | 9      | سريع                                  |
| 282  | نتيف إكسبرس            | مركزيت همفراتس – كريات بياليك – كفر ياسيف – أبو سنان                                                                      | 6      |                                       |
| 284  | نتيف إكسبرس            | مركزيت همفراتس – كريات بياليك – جولس – يركا                                                                               | 6      |                                       |
| 300  | سوبربوس                | مركزيت همفراتس – تقاطع هتشبي – تقاطع مجيدو – العفولة                                                                      | 10     | سريع                                  |
| 301  | سوبربوس                | مركزيت همفراتس – مبدل ياجور – كريات طفعون – رمات يشاي – تقاطع نهلال – تقاطع باروخ – كلية عيمك يزراعيل – العفولة           | 10     |                                       |
| 302  | سوبربوس                | مركزيت همفراتس – مبدل ياجور – يوكنعام عيليت – تقاطع هتشبي – تقاطع مجيدو – العفولة                                         | 10     | سريع، في الصباح فقط                   |
| 306  | نتيف إكسبرس            | مركزيت همفراتس – كفر مندا                                                                                                 | 8      |                                       |
| 320  | الناصرة للنقل والسياحة | مركزيت همفراتس – كريات طفعون – رمات يشاي – منشية الزبدة – تقاطع نهلال – الزرازير                                          | 5      |                                       |
| 325  | الناصرة للنقل والسياحة | مركزيت همفراتس – الكعبية – طباش – الحجاجرة                                                                                | 5      |                                       |
| 331  | جي بي تورز             | مركزيت همفراتس – نيشر – كريات طفعون – مجدال هعيمق – الناصرة                                                               | 4      |                                       |
| 336  | جي بي تورز             | مركزيت همفراتس – كريات طفعون – رمات يشاي – مجدال هعيمق – يافة الناصرة – الناصرة                                           | 4      |                                       |
| 338  | الناصرة للنقل والسياحة | مركزيت همفراتس – كريات طفعون – مجدال هعيمق – الناصرة – نوف هجليل                                                          | 5      |                                       |
| 341  | الناصرة للنقل والسياحة | مركزيت همفراتس – كريات آتا – مبدل هموفيل – نوف هجليل                                                                      | 5      |                                       |
| 342  | الناصرة للنقل والسياحة | مركزيت همفراتس – كرايوت – آفيك – نوف هجليل                                                                                | 5      |                                       |
| 344  | جي بي تورز             | مركزيت همفراتس – كريات بياليك – عيلوط – الناصرة                                                                           | 4      |                                       |
| 352  | الناصرة للنقل والسياحة | مركزيت همفراتس – مبدل هموفيل – تقاطع بيت ريمون – كفر كنا – نوف هجليل: تقاطع شمال الناصرة                                  | 9      | سريع                                  |
| 358  | جي بي تورز             | مركزيت همفراتس – مجدال هعيمق – كريات طفعون: (تقاطع طفعون)                                                                 | 4      | سريع                                  |
| 360  | نتيف إكسبرس            | مركزيت همفراتس – مبدل هموفيل - مبدل جولاني – تقاطع عميعاد - مبدل إليفالت - صفد                                            | 6      | سريع                                  |
| 361  | نتيف إكسبرس            | مركزيت همفراتس – كريات بياليك – عكا – الطريق السريع 85 – مركزية كرمئيل – الرامة – ميرون – صفد                             | 6      |                                       |
| 380  | الناصرة للنقل والسياحة | مركزيت همفراتس – كريات بياليك – الطريق السريع 85 – تقاطع كرمئيل – المغار – سجن تسلمون                                     | 5      |                                       |
| 430  | إيجد                   | مركزيت همفراتس – مبدل هموفيل – مبدل جولاني – طبريا                                                                        | 2      |                                       |
| 432  | سوبربوس                | حيفا – كريات طفعون – مبدل هموفيل – مبدل جولاني – بوريا – سمخ – منحمياه – غيشر                                             | 12     |                                       |
| 434  | إيجد                   | مركزيت همفراتس – كريات بياليك – الطريق السريع 79 – الطريق السريع 77 – طبريا                                               | 2      |                                       |
| 500  | إيجد                   | مركزيت همفراتس – كرايوت - كرمئيل – تقاطع عميعاد - روش بينا - حتسور هجليليت - كريات هشمونة                                 | 1      |                                       |
| 503  | إيجد                   | مركزيت همفراتس – كرايوت - كرمئيل – تقاطع عميعاد - روش بينا - حتسور هجليليت - كتسرين                                       | 1      |                                       |
| 505  | إيجد                   | مركزيت همفراتس – مبدل هموفيل - مبدل جولاني – تقاطع عميعاد - روش بينا - حتسور هجليليت - كريات هشمونة                       | 2      | سريع                                  |
| 773  | سوبربوس                | مركزيت همفراتس – نوفيت | 12     |                                       |
| 893  | إيجد                   | حيفا – إيلات | 3      | 💺 مباشر، في الصيف فقط                |
| 909  | إيجد                   | نهاريا - عكا - كرايوت - حيفا: مركزيت همفراتس - أنفاق الكرمل - مبدل أولغا - مبدل نتانيا - تقاطع هسيراه - تل أبيب           | 17     | في المساء فقط؛ خصوصًا في نهاية الأسبوع |
| 960  | إيجد                   | مركزيت همفراتس – الطريق السريع 6 – مركزية القدس                                                                           | 3      |                                       |
| 993  | إيجد                   | مركزيت همفراتس – الطريق السريع 90 – إيلات                                                                                 | 3      | 💺                                    |

الرموز:
- ♿ - حافلة ملائمة لاستخدام ذوي الاحتياجات الخاصة
- 💺 - حجز مقعد مسبقًا

### خطوط ليلية
تنطلق حافلات الخطوط الليلة من محطة توقف خارج مركزيت همفراتس قرب شارع ههستدروت.
| الخط | الشركة | المسار                                                                    |
| ---- | ------ | ------------------------------------------------------------------------- |
| 215  | إيجد   | مركزيت همفراتس – كريات بياليك – تقاطع شرق عكا – الطريق السريع 85 – كرمئيل |

### الرخبليت

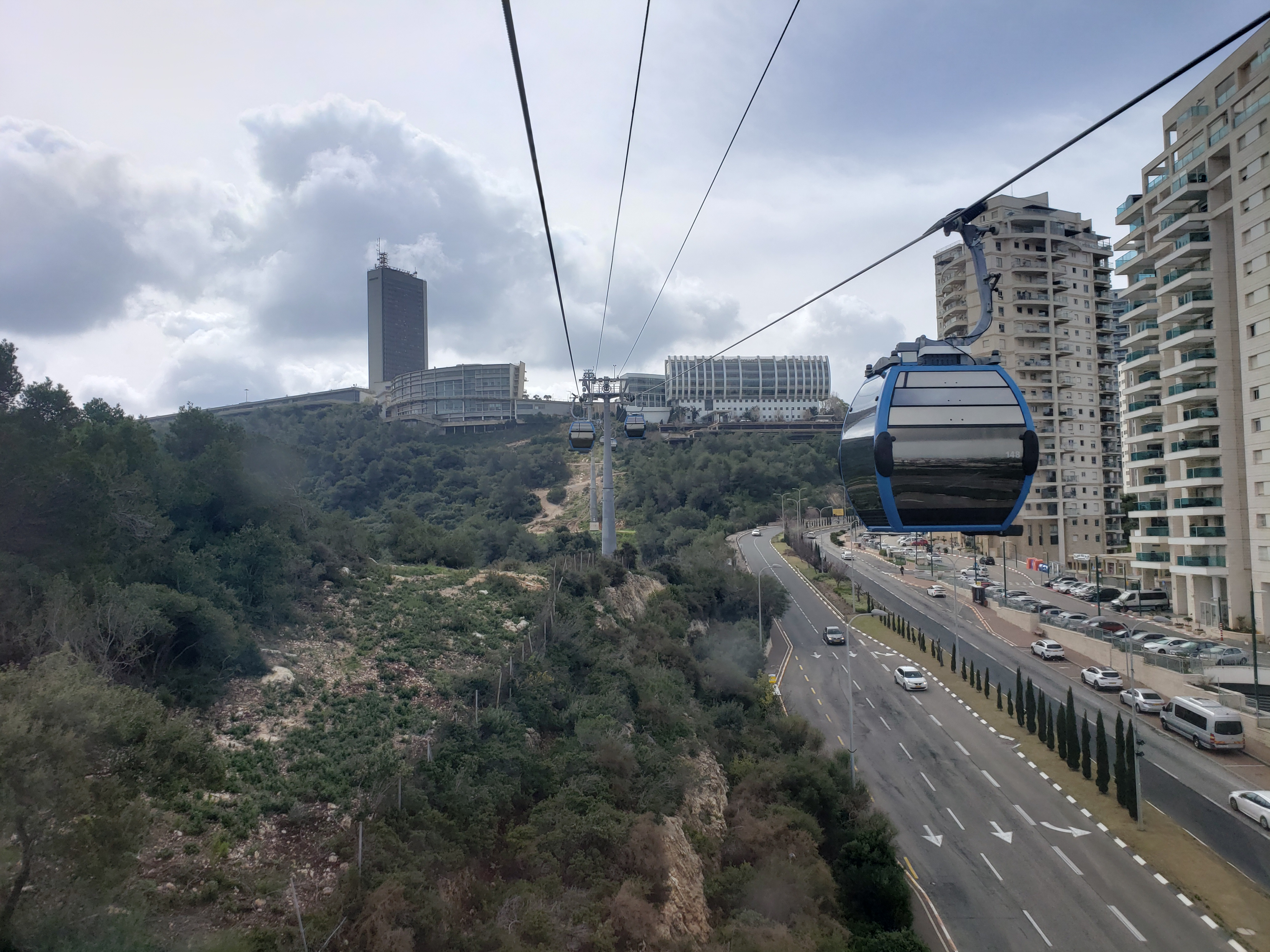
الرخبليت، أول نظام تلفريك يعمل ضمن المواصلات العمومية في إسرائيل.

في 11 أبريل 2022 افتتح خط التلفريك رخبليت في الجزء الشمالي الشرقي من مركزيت همفراتس، والذي يصل إلى معهد التخنيون وجامعة حيفا.
| الخط | الشركة      | طول الخط | المسار                                 | المحطات                                 | التردد   | مدة السفر | ملاحظات إضافية       |
| ---- | ----------- | -------- | -------------------------------------- | --------------------------------------- | -------- | --------- | -------------------- |
| 10   | كابل إكسبرس | 4.4 كم   | مركزيت همفراتس - التخنيون - جامعة حيفا | 6 حاليًا، 3 من هذه المحطات مفتوحة للركاب | 15 ثانية | 19 دقيقة  | تعمل على مدار الساعة |

### المترونيت
تقوم شركة سوبربوس بتشغيل المترونيت. في المحطة تمر جميع خطوط المترونيت.
| الخط          | الرمز | الطول | المدن                                         | الافتتاح | المسار | عدد المحطات | ساعات العمل                                                                                          | وقت الرحلة التقريبي |
| ------------- | ----- | ----- | --------------------------------------------- | -------- | --- | ----------- | --- | ------------------- |
| الخط الأحمر   | קו 1  | 25 كم | حيفا • كريات موصقين                           | 2013     | من مركزية الكريوت (شمال كريات موصقين)، شارع 4، شارع ههستدروت، مركزيت همفراتس، المدينة التحتى وحتى محطة حوف هكرمل المركزية                 | 38 محطة     | كل 4–8 دقائق خلال ساعات النهار (06:00ص–08:00م)، كل 10–20 دقيقة في الليل (08:00م–05:00ص). (خدمة 24/7) | 65 دقيقة            |
| الخط الأزرق   | קו 2  | 18 كم | حيفا • كريات آتا                              | 2013     | من كريات آتا، شارع 4، شارع ههستدروت، مركزيت همفراتس، والمدينة التحتى إلى المركز الطبي رمبام ومحطة قطار حيفا بات غاليم                     | 33 محطة     | كل 6–10 دقائق خلال ساعات الذروة، كل 12–30 دقيقة خارج أوقات الذروة. (لا خدمة ليلية أو يوم السبت)      | 52 دقيقة            |
| الخط الأخضر   | קו 3  | 16 كم | حيفا • كريات يام • كريات حاييم • كريات شموئيل | 2013     | من مركزية الكريوت، كريات يام، كريات حاييم، كريات شموئيل، شارع ههستدروت، مركزيت همفراتس إلى شارع الأنبياء (هنفيئيم) في هدار الكرمل في حيفا | 30 محطة     | كل 10 دقائق خلال ساعات الذروة، كل 12–60 دقيقة خارج أوقات الذروة. (لا خدمة ليلية أو يوم السبت)        | 50 دقيقة            |
| الخط البنفسجي | קו 4  | 21 كم | كريات موصقين، حيفا                            | 2022     | من مركزيت هكريوت (شمال كريات موصقين)، طريق شارع 4، شارع ههستدروت، مركزيت همفراتس، طريق الأنفاق، طريق غراند كانيون، وحتى مركزيت حوف هكرمل  | 23 محطة     | كل 6–10 دقائق، (يعمل من ساعات الصباح الباكرة وحتى الساعات الليل المتأخرة)                            | ~ 28 دقيقة          |